# Leucania coreana
Leucania coreana là một loài bướm đêm trong họ Noctuidae.